# Modernitat conductual

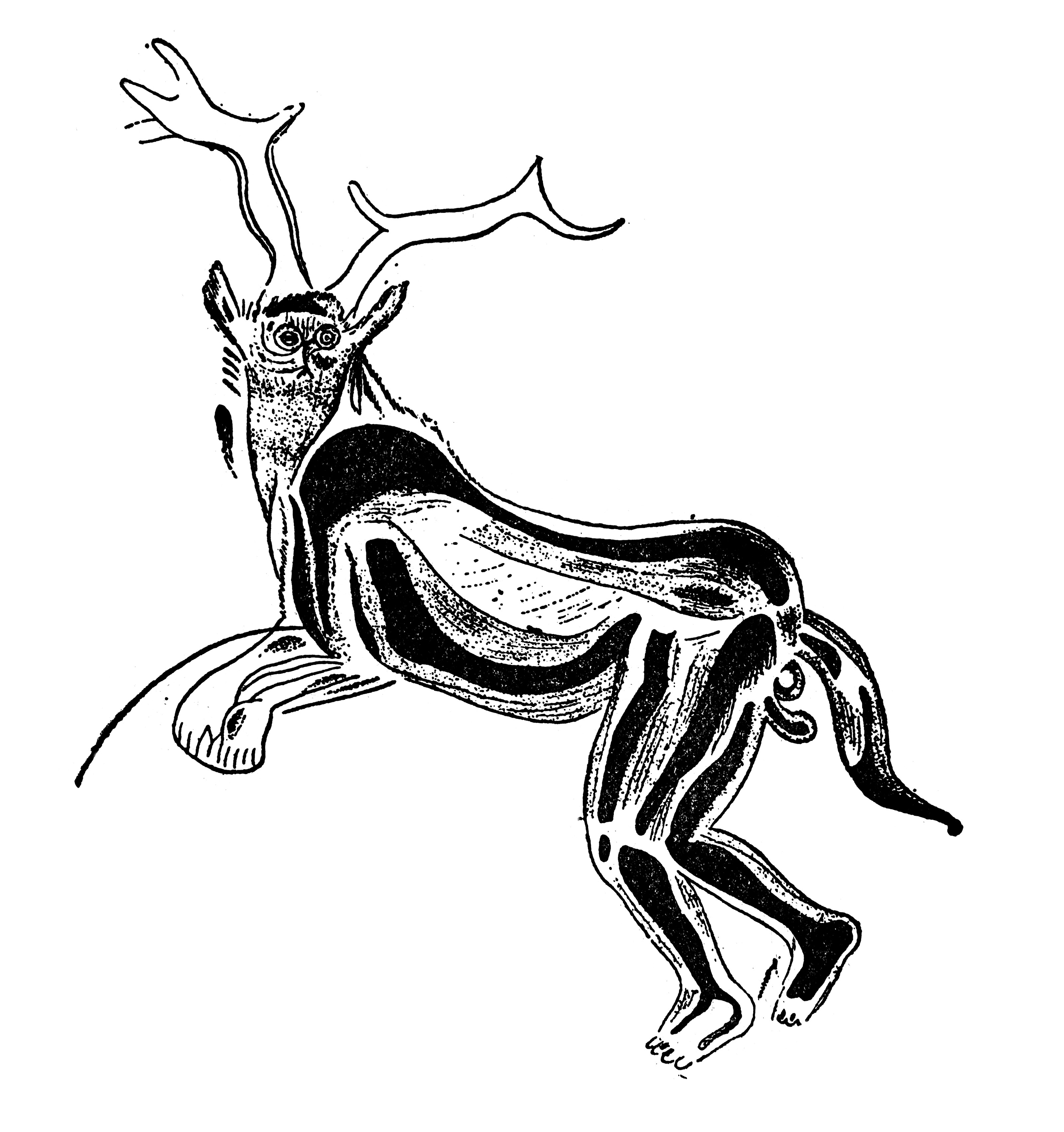
"Bruixot" o "déu cornut", esquema de Henri Breuil que reprodueix una de les pintures de la Cova de Trois Frères, d'uns 15.000 anys d'antiguitat

Els termes modernitat conductual (de l'anglés behavioral modernity), conducta moderna i comportament modern són expressions d'un concepte emprat en ciències socials (sobretot en antropologia, arqueologia i sociologia) per a referir-se a una sèrie de característiques que distingeixen el capteniment o conducta (behaviour) dels humans moderns del dels seus antecessors i del d'altres línies extintes de l'evolució humana (i que podrien fins i tot relacionar-se amb les causes que provocaren l'extinció de l'Homo neanderthalensis, amb qui Homo sapiens arribà a coexistir). Aquests trets, estretament vinculats amb l'origen del llenguatge, són el pensament simbòlic, l'elaboració de conceptes abstractes, la capacitat relacional, l'interés per la comprensió dels fenòmens naturals, la creativitat i la transmissió cultural (incloent-hi la producció artística del Paleolític superior i elements rituals com els cultes funeraris, siguen o no part del que es podrien considerar creences religioses). El procés hauria ocorregut al mateix temps que la primera expansió de les migracions humanes per Europa, així com per Austràlia i Nova Guinea. Hauria sorgit la primera espècie biològica autoconscient, que va poder dominar el seu destí i evolucionar culturalment.

## Teories contràries
Una de les principals dificultats metodològiques per a dilucidar les qüestions relatives a aquest tema, és que, a diferència d'ossos i objectes, "el capteniment no es fossilitza", tot i que puguen rastrejar-se'n els efectes en la cultura material.
Hi ha bàsicament dues teories contràries sobre la modernitat conductual.
- La primera sosté que va sorgir d'improvís fa uns 50.000 anys, segurament com a resultat d'una mutació genètica major o com a resultat d'una reorganització del cervell humà que va conduir a l'emersió del llenguatge natural humà modern.[13] Els que proposen aquesta teoria es refereixen a aquests fets amb expressions com ara gran salt endavant,[14] la revolució humana, revolució del Paleolític superior,[15] concepte comparable als de revolució neolítica i Revolució Industrial) o "explosió creativa".[16][17]

- La segona teoria sosté que no va haver-hi cap revolució singular, ni cognitiva ni tecnològica; sinó que el capteniment humà actual és resultat d'una gradual acumulació de coneixements, capacitat i cultura, que va ocórrer al llarg de centenars de milers d'anys.[18] Entre altres, recolzen aquest supòsit Stephen Oppenheimer (Out of Eden o The Real Eve), John Skoyles i Dorion Sagan (Up from Dragons: The evolution of human intelligence).[19]